# Byumba
Byumba est une ville située dans le Nord-Est du Rwanda.
Avant la réforme administrative de 2006, Byumba était aussi la capitale d'une province (préfecture jusqu'en 2002) à laquelle elle donnait son nom (aujourd'hui intégrée avec la plus grande partie de l'ancienne province de Ruhengeri et d'une partie de la province de Kigali rural dans la Province du nord).

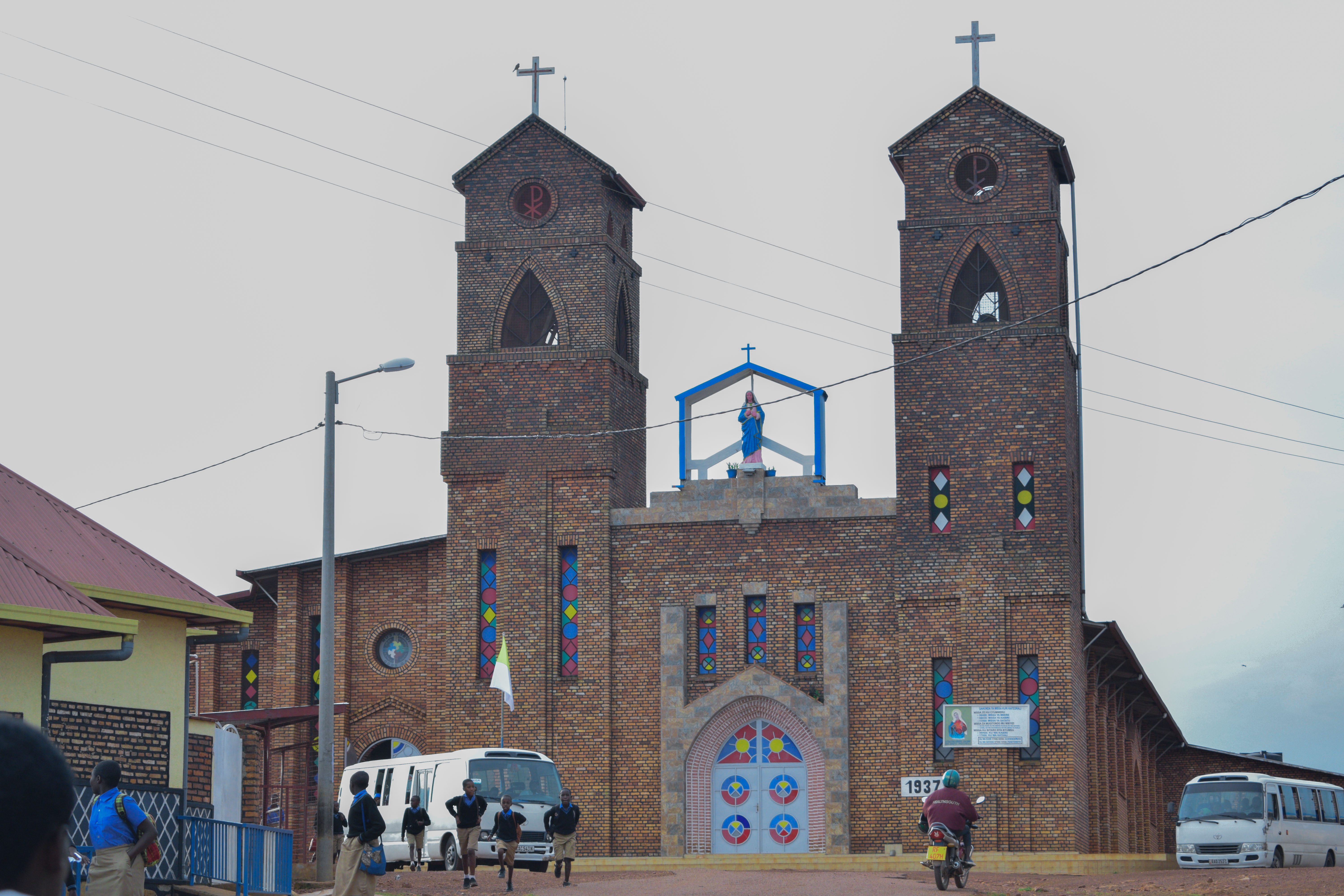
Le diocèse catholique romain de Byumba

## Évêché
- Diocèse de Byumba
- Liste des évêques de Byumba